# Stipa pulcherrima
Stipa pulcherrima K. Koch, 1848) è una pianta angiosperma monocotiledone appartenente alla famiglia delle Poacee (o Gramineae, nom. cons.).

## Etimologia
L'etimologia del nome generico (Stipa) deriva da una parola greca il cui significato è "stoppa, lino, fibra, cordame" in riferimento alle infiorescenze piumose o plumose di alcune specie di questo genere. L'epiteto specifico (pulcherrima) significa "la più bella" o "la più carina".
Il nome scientifico della specie è stato definito dal botanico tedesco Karl Heinrich Emil Koch (Ettersberg, 6 giugno 1809 – Berlino, 25 maggio 1879) nella pubblicazione "Linnaea 21: 440. 1848" del 1848.

## Descrizione

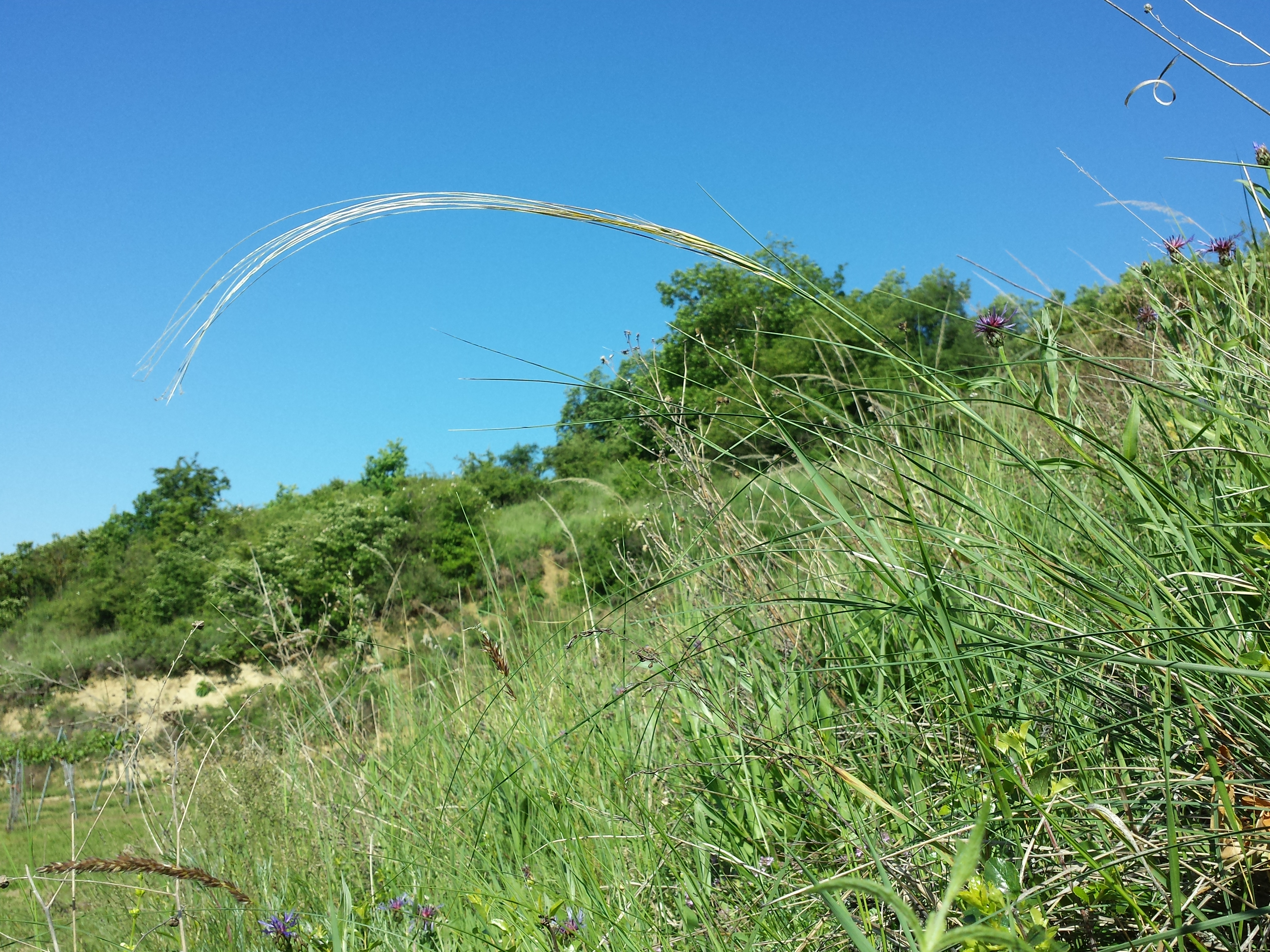
Il portamento

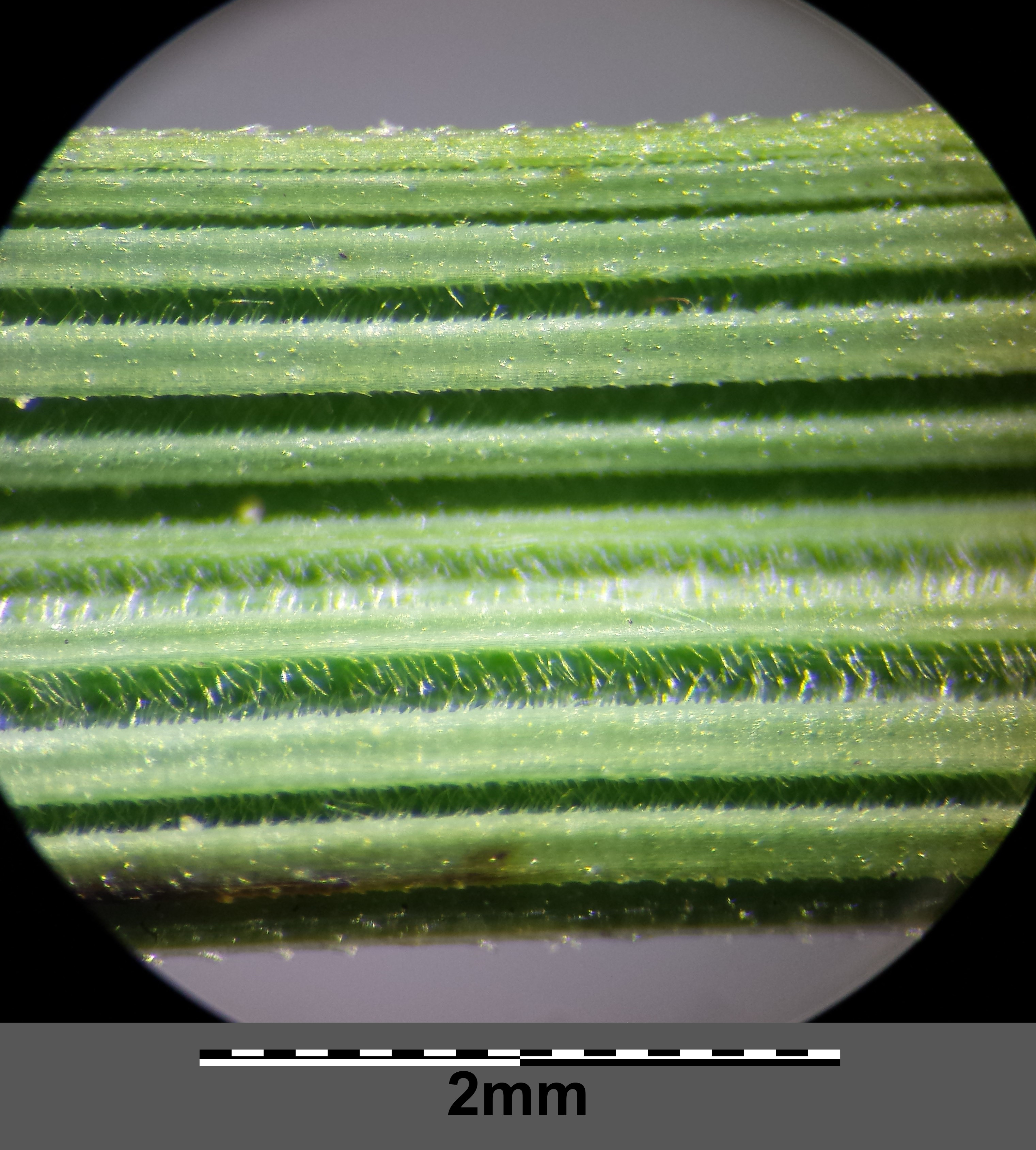
Le foglie

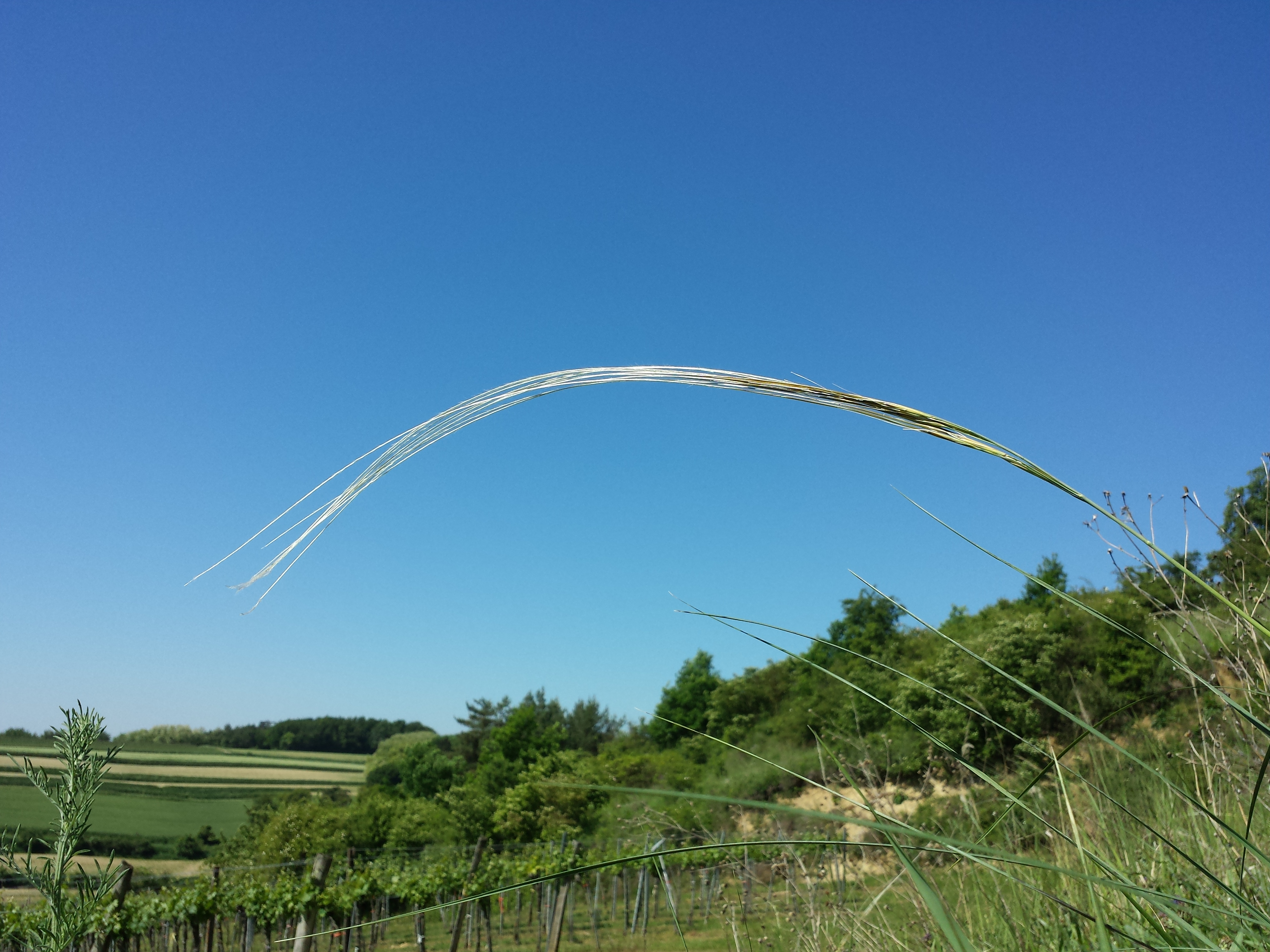
Infiorescenza

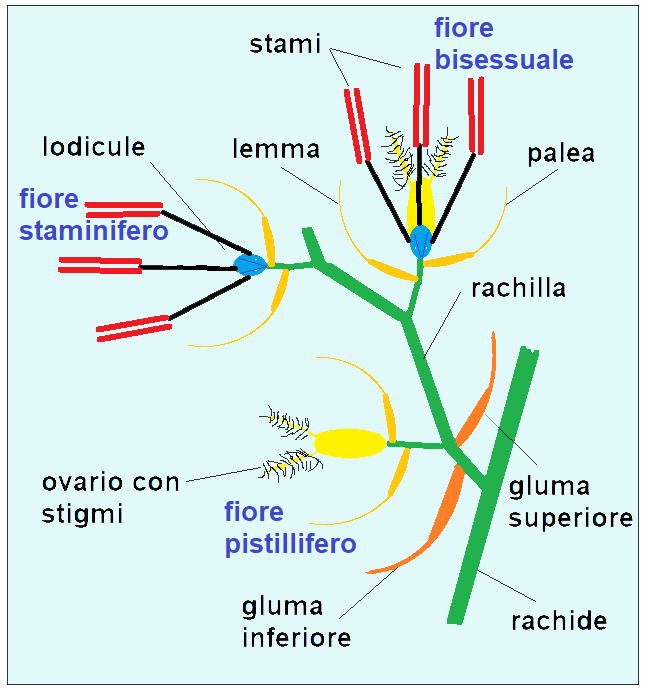
Spighetta generica con tre fiori diversi

Queste piante arrivano ad una altezza di 5 - 12 dm (massimo 15 dm). La forma biologica è emicriptofita cespitosa (H caesp), sono piante erbacee densamente cespugliose, perenni, con gemme svernanti al livello del suolo e protette dalla lettiera o dalla neve e presentano ciuffi fitti di foglie che si dipartono dal suolo.

### Radici
Le radici sono secondarie e fascicolate da rizoma.

### Fusto
La parte aerea del fusto è eretta (spesso incurvata all'apice); alla base è avvolta da fibre biancastre. I culmi in genere hanno 5 nodi e sono subglabri.

### Foglie

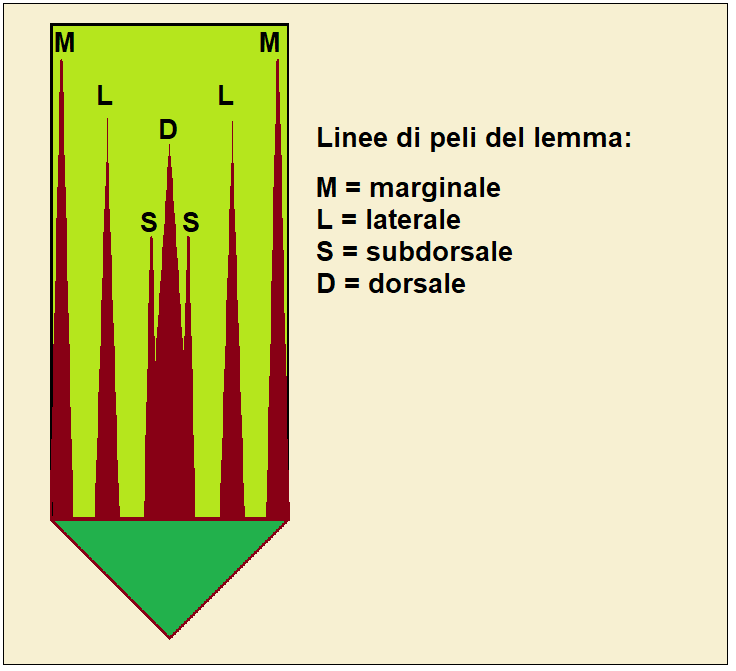
Linee dei peli del lemma

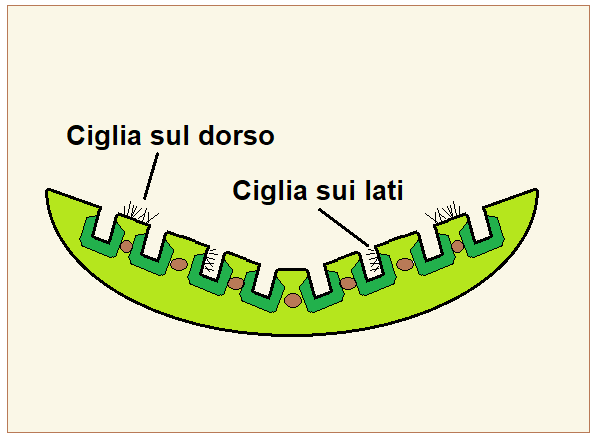
Sezione trasversale della lamina fogliare

Le foglie lungo il culmo sono disposte in modo alterno, sono distiche e si originano dai vari nodi. Sono composte da una guaina, una ligula e una lamina. Le venature sono parallelinervie. Non sono presenti i pseudopiccioli e, nell'epidermide delle foglia, le papille.
- Guaina: la guaina è abbracciante il fusto e priva di auricole; è inoltre subglabra.
- Ligula: la ligula ha dei brevi peli, ed è breve o quasi nulla
- Lamina: le foglie sono rigide (hanno uno strato continuo di sclerenchima sulla faccia inferiore) con lamina sottile e conduplicata con forme che variano da rotondeggianti a piane. In sezione trasversale si presenta con 3 - 5 coste per lato, quasi quadrate e pelose solamente sui lati. Larghezza delle foglie piane: 4 mm. Diametro delle foglie rotonde: 0,7 - 1,5 mm.

### Infiorescenza
Le infiorescenze sonoInfiorescenza principale (sinfiorescenza o semplicemente spiga): le infiorescenze, formate da alcune spighette, hanno la forma di una pannocchia lineare, breve e stretta. La fillotassi dell'inflorescenza inizialmente è a due livelli, anche se le successive ramificazioni la fa apparire a spirale. Lunghezza della pannocchia: 35 – 55 cm.

### Spighetta
Infiorescenza secondaria (o spighetta): le spighette, con forme lanceolate e affusolate, sottese da due brattee distiche e strettamente sovrapposte chiamate glume (inferiore e superiore), sono formate da un fiore. Possono essere presenti dei fiori sterili (ridotto ad un corpo clavato); in questo caso sono in posizione distale rispetto a quelli fertili. Alla base di ogni fiore sono presenti due brattee: la palea e il lemma. La disarticolazione avviene con la rottura della rachilla sotto il fiore fertile. Lunghezza delle spighette: 60 – 80 mm.
- Glume: le glume sono diseguali con reste. Lunghezza delle glume: 5 - 7 cm.
- Palea: la palea è un profillo meno lungo del lemma.
- Lemma: i lemmi sono molto grandi con la linea dorsale dei peli (vedi immagine) poco più breve di quelle subdorsali, mentre le linee marginali raggiungono l'apice. Hanno delle lunghe reste prive di peli. Lunghezza del lemma (senza resta): 19 - 23 mm (37 - 45 cm con la resta).

### Fiore
I fiori fertili sono attinomorfi formati da 3 verticilli: perianzio ridotto, androceo  e gineceo.
- Formula fiorale:[5]

- , P 2, A (1-)3(-6), G (2–3) supero, cariosside.

- Il perianzio è ridotto e formato da tre lodicule, delle squame traslucide, poco visibili (forse relitto di un verticillo di 3 sepali). Le lodicule sono membranose e non vascolarizzate.

- L'androceo è composto da 3 stami ognuno con un breve filamento libero, una antera sagittata e due teche. Le antere sono basifisse con deiscenza laterale. Il polline è monoporato.

- Il gineceo è composto da 3-(2) carpelli connati formanti un ovario supero. L'ovario, glabro, ha un solo loculo con un solo ovulo subapicale (o quasi basale). L'ovulo è anfitropo e semianatropo e tenuinucellato o crassinucellato. Lo stilo, breve, è unico con due (o tre) stigmi papillosi e distinti.

- Fioritura: da maggio a giugno

### Frutti
I frutti sono del tipo cariosside, ossia sono dei piccoli chicchi indeiscenti, con forme ovoidali, nei quali il pericarpo è formato da una sottile parete che circonda il singolo seme. In particolare il pericarpo è fuso al seme ed è aderente. L'endocarpo non è indurito e l'ilo è lungo e lineare. L'embrione è piccolo e provvisto di epiblasto ha un solo cotiledone altamente modificato (scutello senza fessura) in posizione laterale. I margini embrionali della foglia non si sovrappongono.

## Biologia
Come gran parte delle Poaceae, le specie di questo genere si riproducono per impollinazione anemogama. Gli stigmi più o meno piumosi sono una caratteristica importante per catturare meglio il polline aereo. 
La dispersione dei semi avviene inizialmente a opera del vento (dispersione anemocora) e una volta giunti a terra grazie all'azione di insetti come le formiche (mirmecoria).

## Distribuzione e habitat

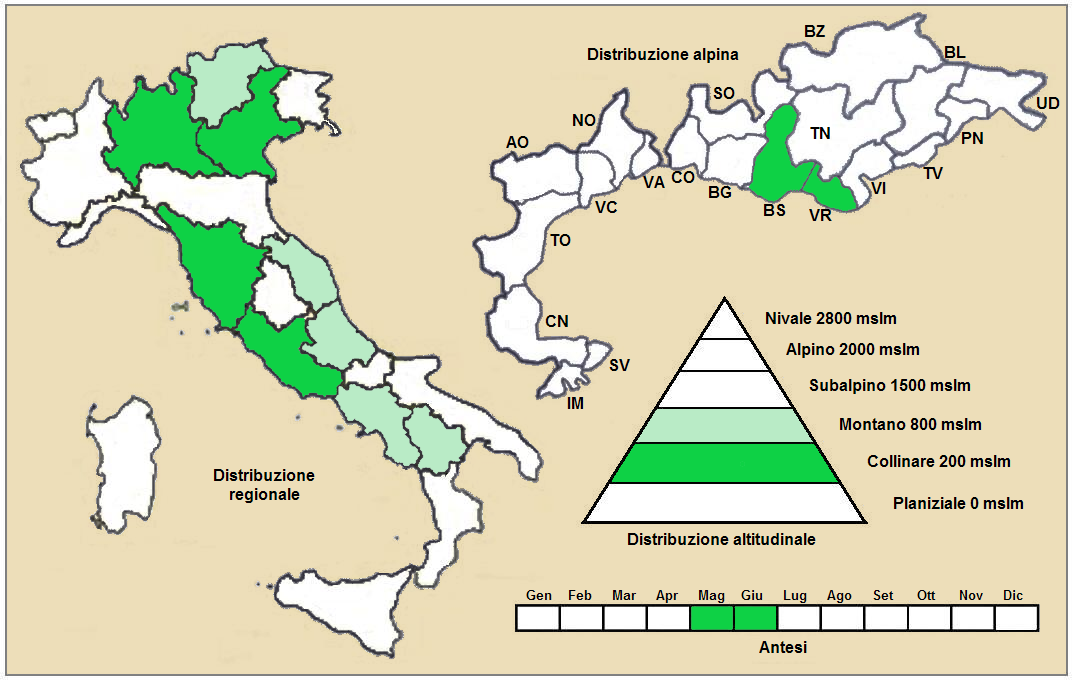
Distribuzione della pianta (Distribuzione regionale – Distribuzione alpina)

- Geoelemento: il tipo corologico (area di origine) è Sud Est Europeo / Sudsiberiano / Asiatico.
- Distribuzione: in Italia questa specie è rara e si trova con discontinuità su tutto il territorio. Nelle Alpi è presente nelle provincie di Brescia e Verona. Fuori dall'Italia, sempre nelle Alpi, questa specie si trova in Austria (Länder della Carinzia). Sugli altri rilievi europei collegati alle Alpi si trova nei Monti Balcani e Carpazi.[13] Questa specie è presente anche in Asia: Caucaso, Asia centrale e Medio Oriente.[11]
- Habitat:  l'habitat preferito per queste piante sono i terreni a serpentino, ma anche le rupi, i ripari sotto roccia e le praterie rase, prati e pascoli aridi del piano collinare. Il substrato preferito è calcareo ma anche calcareo/siliceo con pH basico, bassi valori nutrizionali del terreno che deve essere arido.[13]
- Distribuzione altitudinale: sui rilievi, in Italia, queste piante si possono trovare da 100 a 800 m s.l.m.; nelle Alpi frequentano quindi i seguenti piani vegetazionali: collinare e in parte quello montano.

### Fitosociologia

#### Areale alpino
Dal punto di vista fitosociologico alpino Stipa pulcherrima appartiene alla seguente comunità vegetale:
- Formazione: delle comunità a emicriptofite e camefite delle praterie rase magre secche

- Classe: Festuco-Brometea

#### Areale italiano
Per l'areale completo italiano Stipa pulcherrima appartiene alla seguente comunità vegetale:
- Macrotipologia: vegetazione delle praterie

- Classe: Festuco valesiacae-brometea erecti Br.-Bl. & Tüxen ex Br.-Bl., 1949

- Ordine: Festucetalia valesiacae Br.-Bl. & Tüxen ex Br.-Bl., 1949

- Alleanza: Festucion valesiacae Klika, 1931

Descrizione: l'alleanza Festucion valesiacae è relativa alle praterie steppiche continentali che crescono sui versanti esposti a sud nelle aree più calde ed aride dell’Europa centrale e delle Alpi. Le specie dominanti per questa alleanza sono quelle dei generi Festuca e Stipa. I suoli preferiti sono quelli calcarei. La distribuzione di questo gruppo è relativa alle regioni (sub-) continentali dell’Europa centrale e orientale. In Italia si rinviene nei settori più caldi delle Alpi.
Alcune specie presenti nell'associazione: Salvia nemorosa, Achillea millefolium, Artemisia campestris, Asperula cynanchica, Carex humilis, Centaurea stoebe, Dianthus carthusianorum, Eryngium campestre, Euphorbia cyparissias, Festuca rupicola, Festuca valesiaca, Iris pumila, Koeleria macrantha, Potentilla arenaria, Stipa capillata e Thymus pannonicus.
Altre alleanze per questa specie sono:
- Stipo-Poion xerophilae
- Stipo capillatae-Poion carniolicae

## Tassonomia
La famiglia delle Poacee comprende circa 800 generi e oltre 9.000 specie. È una delle famiglie più numerose e più importanti del gruppo delle monocotiledoni. La famiglia è suddivisa in 12 sottofamiglie, il genere Stipa fa parte della sottofamiglia Pooideae, tribù Stipeae.

### Filogenesi
Il genere Stipa fa parte della supertribù Stipodae L. Liu, 1980 (tribù Stipeae, Clade I Eurasiatico). La supertribù Stipodae è il quarto nodo della sottofamiglia Pooideae ad essersi evoluto (gli altri tre sono la tribù Brachyelytreae, e le supertribù Nardodae e Melicodae).
 Stipa pulcherrima fa parte del Gruppo di Stipa pennata; un gruppo polimorfo costituito da diverse specie che si distinguono soprattutto per la pelosità delle foglie e dei lemmi. I caratteri principali del gruppo sono: il portamento è densamente cespuglioso con culmi eretti (alla base sono avvolti da fibre biancastre); le foglie sono rigide (hanno uno strato continuo di sclerenchima sulla faccia inferiore) con lamina sottile e conduplicata; la ligula è breve o quasi nulla; le pannocchie hanno delle forme lineari e sono pauciflore; le spighette hanno un solo fiore; le glume sono diseguali con reste; i lemmi hanno delle lunghe reste piumose (20 – 30 cm). Gli habitat tipici per queste specie sono i prati aridi steppici.
Nella flora spontanea italiana, oltre alla S. pulcherrima, il gruppo è formato dalle seguenti specie:
- Stipa austroitalica Martinovský
- Stipa joannis Celak.
- Stipa pennata L.
- Stipa tirsa Steven

Il numero cromosomico di S. pulcherrima è: 2n = 44.

### Variabilità
S. pulcherrima è una pianta variabile per diversi caratteri. Sandro Pignatti nella "Flora d'Italia" descrive alcune varietà (qui sotto elencate) di scarso interesse tassonomico per cui dalle checklist botaniche più recenti queste entità sono considerate sinonimi della specie principale.

#### Varietàrigida
Questa pianta, attualmente indicata con il sinonimo Stipa rigida Martinovsky, è stata individuata nel Lazio. Si differenzia per i culmi più bassi (30 cm), per le brevi foglie basali (10 cm) e per le guaine cigliate sul bordo e glabre nel resto. La ligula è lunga 0,5 mm con 7 coste principali, mentre il lemma è lungo 16 mm con una resta lunga 170 mm (le linee marginali raggiungono la base della resta).

#### Varietàepilosa

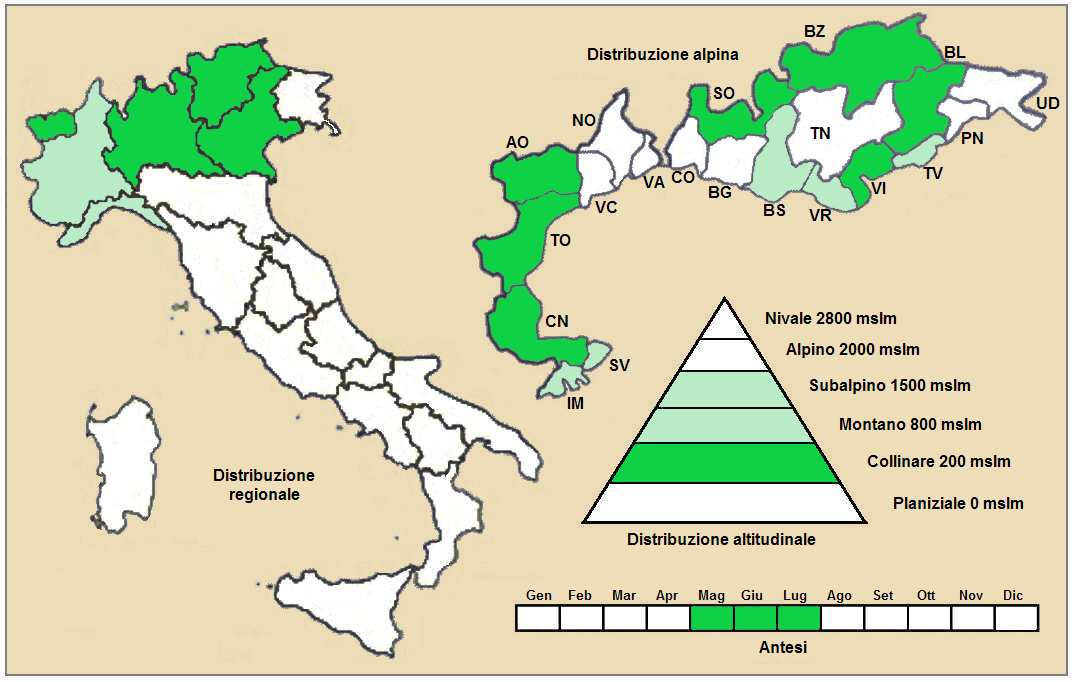
Distribuzione della varietà epilosa (Distribuzione regionale – Distribuzione alpina)

Questa pianta, attualmente indicata con i seguenti sinonimi: Stipa epilosa Martinovský e Stipa pulcherrima subsp. epilosa (Martinovský) Tzvelev, è individuata dai seguenti caratteri: l'assenza del ciuffo di peli all'apice delle foglie; le coste delle foglie, visibili in sezione trasversale, sono glabre; il lemma, senza resta, è lungo 18 – 21 mm.
- Fioritura: da maggio a luglio.
- Geoelemento: il tipo corologico (area di origine) è Sud Europeo / Ovest Asiatico.
- Distribuzione: si tratta di una specie balcanica (con una buona distribuzione nella ex Jugoslavia) e individuata recentemente anche in Italia in due sottospecie:

- Stipa epilosa Martinovský subsp. epilosa - Distribuzione: Veneto e Trentino-Alto Adige.
- Stipa epilosa Martinovský subsp. montana Moraldo - Distribuzione: Valle d'Aosta, Lombardia e Veneto.

Altre pubblicazioni descrivono questa entità presente anche nelle province di Cuneo e Piemonte. Sugli altri rilievi europei collegati alle Alpi si trova solamente nei Pirenei. Nel resto dell'Europa e dell'areale del Mediterraneo questa specie si trova oltre che nella Penisola Balcanica, anche nella Transcaucasia e Anatolia.
- Distribuzione altitudinale: nelle Alpi frequenta i seguenti piani vegetazionali: collinare e in parte sia quello montano che subalpino.

#### Varietàcrassiculmis
Questa pianta attualmente è indicata con i seguenti sinonimi: Stipa crassiculmis Smirnov oppure Stipa pulcherrima subsp. crassiculmis (P. A. Smirn.) Tzvelev.
- Descrizione: l'altezza di queste piante è di 4 - 8 dm; i culmi sono fittamente pelosi; la superficie delle foglie si presenta scabra per la presenza di tubercoli conici (in sezione trasversale si individuano 3 coste per lato, quasi quadrate e prive di peli); la guaina è fittamente pelosa; la ligula è lunga 3 - 6 mm; alla base della resta è presente un ciuffo di peli.
- Geoelemento: il tipo corologico (area di origine) è Nord Est Mediterraneo - Orofita.
- Distribuzione: in Italia questa entità è rara e nella subsp. piacentina Martinovsky, Moraldo & Caputo si trova in Lombardia e sull'Appennino campano. Nel resto dell'Europa e dell'areale del Mediterraneo questa specie si trova nella Penisola Balcanica, Ucraina e Anatolia.
- Habitat: l'habitat preferito per queste piante sono i pascoli sassosi su substrato calcareo.
- Distribuzione altitudinale: sui rilievi, in Italia, queste piante si possono trovare fino a 1.600 m s.l.m.;

#### Varietàetrusca
Questa pianta, attualmente indicata con il seguente sinonimo: Stipa etrusca Moraldo, si trova in Emilia-Romagna e Toscana.
Per l'areale completo italiano Stipa pulcherrima appartiene alla seguente comunità vegetale:
- Macrotipologia: arbustivi

- Classe: Rosmarinetea officinalis

- Ordine: Rosmarinetalia officinalis

- Alleanza: Alyssion bertolonii

Descrizione: l'alleanza Alyssion bertolonii è relativa alle garighe che si sviluppano su rocce ofiolitiche e suoli a pH neutro o basico. L'alleanza include comunità di camefite e nanofanerofite, soprattutto mediterranee ed endemiche. Distribuzione: dal Piemonte alla Toscana.
Alcune specie presenti nell'associazione: Alyssum bertolonii, Euphorbia spinosa, Festuca inops, Festuca robustifolia, Thymus striatus, Thymus vulgaris, Genista desoleana, Genista januensis, Centaurea aplolepa, Satureja montana, Plantago holosteum, Stipa etrusca, Trinia glauca, Armeria denticulata, Minuartia laricifolia, Festuca robustifolia.

### Sinonimi
Questa entità ha avuto nel tempo diverse nomenclature. L'elenco seguente indica alcuni tra i sinonimi più frequenti:
- Stipa crassiculmis P.A.Smirn.
- Stipa crassiculmis subsp. euroanatolica Martinovský
- Stipa crassiculmis subsp. heterotricha Dihoru & Roman
- Stipa crassiculmis subsp. picentina Martinovský, Moraldo & Caputo
- Stipa epilosa Martinovský
- Stipa epilosa subsp. montana Moraldo
- Stipa etrusca Moraldo
- Stipa glabrinoda Klokov
- Stipa grafiana Steven
- Stipa grafiana f. leiantha Borbás
- Stipa grafiana f. pubiflora Borbás
- Stipa heterophylla Klokov
- Stipa jacobsii F.M.Vázquez
- Stipa mediterranea (Trin. & Rupr.) Asch. & Graebn.
- Stipa mediterranea subsp. pulcherrima (K. Koch) Asch. & Graebn.
- Stipa oreades Klokov
- Stipa pennata var. breviglumis Maire
- Stipa pennata var. grafiana (Steven) Linden
- Stipa pennata subsp. grafiana (Steven) Kneuck.
- Stipa pennata subsp. mediterranea (Trin. & Rupr.) Asch. & Graebn.
- Stipa pennata var. mediterranea Trin. & Rupr.
- Stipa pennata subsp. pulcherrima (K.Koch) Á.Löve & D.Löve
- Stipa pennata var. pulcherrima (K.Koch) Asch. & Graebn.
- Stipa pennata f. pulcherrima (K. Koch) Brand
- Stipa pennata var. pulcherrima (K. Koch) Halácsy
- Stipa pennata var. pulcherrima (K. Koch) Beck
- Stipa platyphylla Czern. ex Trautv.
- Stipa pulcherrima subsp. crassiculmis (P.A.Smirn.) Tzvelev
- Stipa pulcherrima subsp. epilosa (Martinovský) Tzvelev
- Stipa pulcherrima subsp. glabrinoda (Klokov) Tzvelev
- Stipa pulcherrima subsp. grafiana (Steven) Pacz.
- Stipa pulcherrima var. karadagensis Tzvelev
- Stipa pulcherrima f. leiantha (Borbás) Soó
- Stipa pulcherrima f. nudicostata Martinovský
- Stipa pulcherrima f. pubiflora (Borbás) Soó
- Stipa rigida Martinovský
- Stipa turcica Martinovský